# Desigualdade econômica

Participação global da riqueza por grupo de riqueza, Credit Suisse, 2021

Desigualdade econômica (português brasileiro) ou económica (português europeu) é um conceito multifacetado que se refere à distribuição desigual de recursos – sejam eles renda (o fluxo de dinheiro que as pessoas recebem), riqueza (os bens que possuem) ou consumo (o que as pessoas gastam) – entre indivíduos, grupos sociais e países. Essa disparidade pode ser analisada em diferentes níveis: entre países, dentro de um único país ou entre e dentro de subpopulações específicas, incluindo grupos de renda, faixas etárias e de gênero, por exemplo.
Assim, ela pode ser vista pela perspectiva da desigualdade de renda - como a soma total de dinheiro pago às pessoas é distribuída entre elas, da desigualdade de riqueza (capital) - como a soma total da riqueza possuída pelas pessoas é distribuída entre os proprietários,  ou desigualdade de consumo - como a soma total de dinheiro gasto pelas pessoas é distribuída entre os gastadores. 
Existem muitos métodos para medir a desigualdade econômica, sendo o Coeficiente de Gini o mais utilizado. Outro tipo de medida é o Índice de Desenvolvimento Humano (IDH) Ajustado pela Desigualdade, que é um índice composto estatístico que leva em conta a desigualdade. Conceitos importantes de igualdade incluem equidade, igualdade de resultados e igualdade de oportunidades.
Pesquisas geralmente associam a desigualdade econômica à instabilidade política e social, incluindo revoluções, colapsos democráticos e conflitos civis. Pesquisas sugerem que uma maior desigualdade dificulta o crescimento econômico e a estabilidade macroeconômica, e que a desigualdade de propriedade imóvel e capital humano reduz o crescimento mais do que a desigualdade de renda. A desigualdade de riqueza (capital) é o principal fator na reprodução das desigualdades ao longo das gerações. A desigualdade está no centro do debate sobre política econômica em todo o mundo, já que as políticas governamentais de impostos e gastos têm efeitos significativos na distribuição de renda. Nas economias mais desenvolvidas, impostos e políticas de transferência de renda diminuem a desigualdade de renda em um terço, com a maior parte disso sendo alcançada por meio de gastos sociais públicos (como pensões e benefícios familiares). Embora a quantidade "ótima" de desigualdade econômica seja amplamente debatida, há uma crença ampla de que a igualdade econômica completa (Gini de zero) seria indesejável e inalcançável.

## Medidas
A medição da desigualdade econômica é um campo complexo que emprega uma variedade de ferramentas estatísticas e conceituais para analisar a distribuição de recursos – seja renda, riqueza ou consumo – entre indivíduos, grupos sociais e países. Compreender essas medidas é fundamental para diagnosticar a magnitude da desigualdade e formular políticas públicas.
A escolha da medida adequada para analisar a desigualdade dependerá do aspecto específico (seja ele absoluto ou relativo, de renda ou de riqueza) que se deseja investigar, e a combinação de diferentes abordagens oferece um panorama mais completo da dinâmica da desigualdade econômica. As ferramentas de análise podem ser categorizadas principalmente em representações gráficas e medidas numéricas (índices sintéticos).

### Representações gráficas

#### Curva de Lorenz

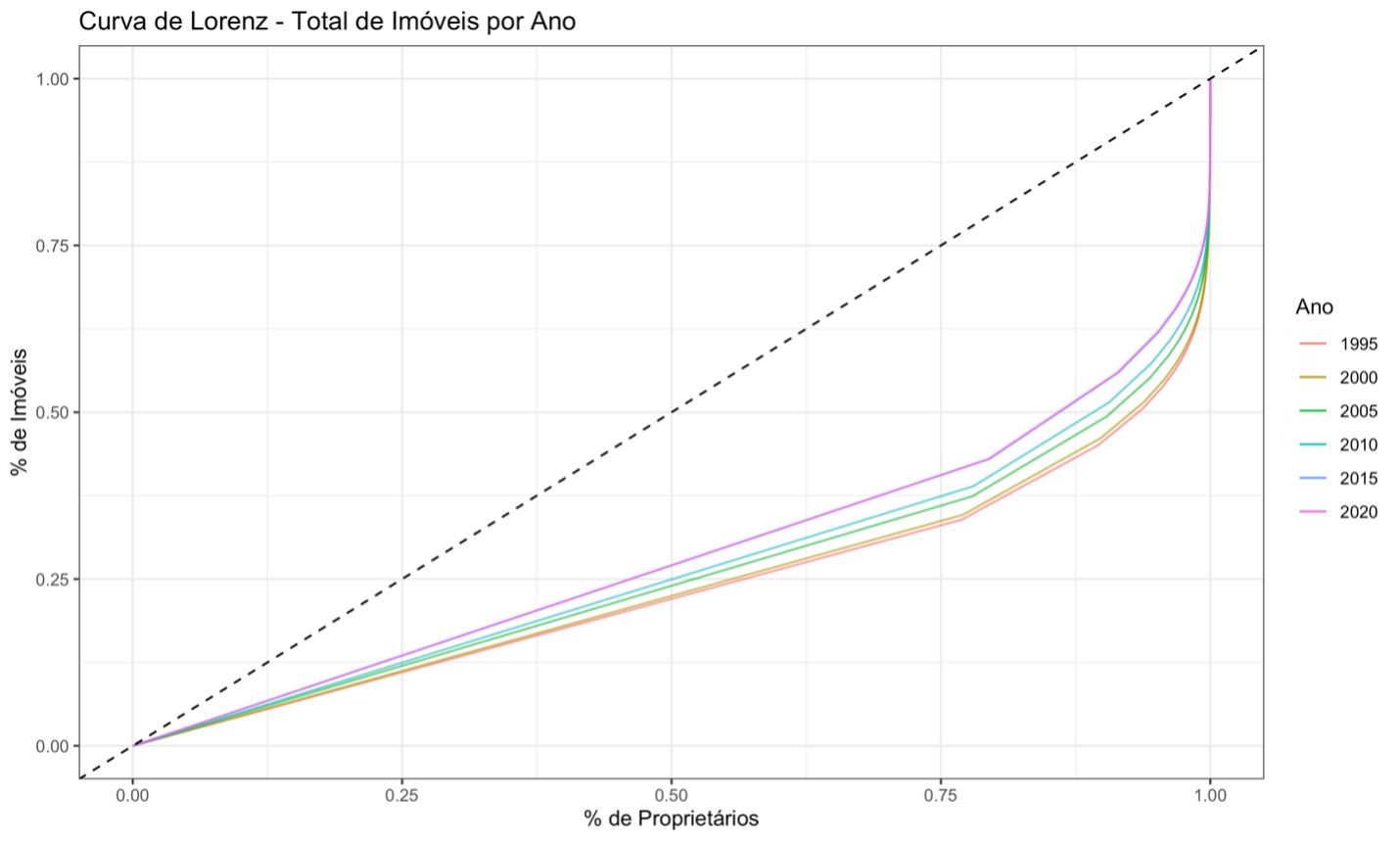
Curva de Lorenz da distribuição do número de propriedades por proprietários de imóveis no município de São Paulo (1995-2020)

A Curva de Lorenz é a ferramenta gráfica mais amplamente utilizada para analisar a desigualdade relativa na distribuição de renda ou riqueza. Ela ilustra a proporção acumulada da renda em relação à proporção acumulada da população ou, no caso da riqueza, a proporção acumulada da riqueza em relação à população. Em um gráfico da Curva de Lorenz, o eixo horizontal representa a porcentagem acumulada da população (do mais pobre ao mais rico), e o eixo vertical, a porcentagem acumulada da renda ou riqueza que essa parcela da população detém. Uma linha diagonal de 45 graus (a "linha de perfeita igualdade") representa uma distribuição onde cada percentual da população detém o mesmo percentual do recurso (por exemplo, 20% da população detém 20% da riqueza). A distância entre a curva de Lorenz real e essa linha de igualdade indica o grau de desigualdade: quanto maior a curvatura, maior a desigualdade.

#### Parada de Pen e curvas de quantis
Proposta pelo economista Jan Pen, a "Parada de Pen" é uma metáfora para ilustrar a desigualdade. Ela descreve que, se a riqueza de cada pessoa fosse sua altura e elas desfilassem em ordem crescente de patrimônio, veríamos "uma grande massa de anões e uma pequena elite de gigantes". As "Curvas de Quantis", uma representação gráfica mais formal dessa ideia, plotam os valores de renda ou riqueza correspondentes a cada percentil ou decil da população. Em distribuições de alta desigualdade, essa curva mostra um crescimento muito lento para a maior parte da população, com uma inclinação abrupta nos quantis superiores, evidenciando a concentração extrema no topo.

### Medidas numéricas

#### Coeficiente de Gini
O Coeficiente de Gini, ou índice de Gini, é a medida de desigualdade mais conhecida e utilizada globalmente. Ele varia de 0 a 1, onde 0 representa a "igualdade perfeita" (todos têm a mesma renda ou riqueza) e 1 representa a "desigualdade máxima" (um único indivíduo detém toda a renda ou riqueza). Este coeficiente é derivado da Curva de Lorenz e mede a desigualdade relativa, o que significa que ele não é afetado por mudanças proporcionais em todos os rendimentos (como crescimento econômico e inflação). É importante notar que os valores do Gini para a riqueza costumam ser substancialmente mais altos do que para a renda, refletindo uma concentração de patrimônio muito maior.

#### Participação na renda ou riqueza
Essas medidas se concentram na proporção do rendimento ou patrimônio total de uma população que é detida por segmentos específicos, geralmente os extremos da distribuição. É comum analisar a fatia controlada pelo 1% mais rico, pelos 10% mais ricos, ou a parcela detida pelos 50% mais pobres. Conforme o World Inequality Report 2022, a metade mais pobre da população detém 2% da riqueza global, enquanto os 10% mais ricos detêm 76%. O 1% mais rico detém 38%. Essas métricas são particularmente reveladoras para a distribuição de riqueza, onde a concentração no topo é uma característica proeminente.

#### Índice de Desenvolvimento Humano Ajustado pela Desigualdade (IDHAD)
Além das medidas puramente econômicas, o IDHAD é um índice composto que leva em conta a desigualdade ao medir o desenvolvimento humano de um país. Diferente do IDH padrão (que considera saúde, educação e renda), o IDHAD ajusta esses indicadores pela desigualdade dentro de cada dimensão, fornecendo uma visão mais precisa do bem-estar real da população ao refletir a "perda" no desenvolvimento humano devido à desigualdade.

#### Outras medidas notáveis
O estudo da desigualdade utiliza também outros índices importantes, como os Índices de Theil e as Medidas de Atkinson. Os Índices de Theil, baseados na teoria da entropia, têm a vantagem de serem decomponíveis em parcelas "dentro dos grupos" e "entre os grupos", permitindo uma análise mais detalhada das fontes de desigualdade. As Medidas de Atkinson, por sua vez, permitem incorporar um parâmetro de "aversão à desigualdade", refletindo diferentes julgamentos de valor sobre o quão indesejável a desigualdade é socialmente.

## Tendências e dados recentes
Historicamente, a desigualdade econômica tem mostrado uma tendência de longo prazo de aumento. No entanto, o cenário recente revela nuances importantes. As exceções a isso desde o século XIX são o declínio da desigualdade econômica durante as duas Guerras Mundiais e em meio à criação de Estados de bem-estar social modernos após a Segunda Guerra Mundial. Enquanto a globalização reduziu a desigualdade entre as países, ela aumentou a desigualdade dentro da maioria deles. A desigualdade de renda entre os países atingiu o pico na década de 1970, quando a renda mundial era distribuída bimodalmente entre países "ricos" e "pobres". Desde então, os níveis de renda entre os países têm convergido, com a maioria das pessoas vivendo agora em países de renda média. No entanto, a desigualdade dentro da maioria das nações aumentou significativamente nos últimos 30 anos, particularmente entre os países desenvolvidos economicamente.
Durante as décadas de 2000 e 2010, a participação da metade mais pobre do mundo na renda dobrou. Dois pesquisadores afirmam que a desigualdade global de renda está diminuindo devido ao forte crescimento econômico nos países em desenvolvimento. De acordo com um relatório de janeiro de 2020 do Departamento de Assuntos Econômicos e Sociais das ONU, a desigualdade econômica entre os Estados diminuiu, mas a desigualdade intraestatal aumentou para 70% da população mundial no período de 1990 a 2015. Em 2015, a OCDE relatou que a desigualdade de renda é maior do que nunca dentro dos países-membros  e está em níveis elevados em muitas economias emergentes. De acordo com um relatório de junho de 2015 do Fundo Monetário Internacional (FMI):

O aumento da desigualdade de renda é o desafio definidor da nossa época. Nas economias avançadas, a diferença entre ricos e pobres está em seu nível mais alto em décadas. As tendências de desigualdade têm sido mais variadas nos mercados emergentes e países em desenvolvimento, com alguns países apresentando declínio da desigualdade, mas desigualdades generalizadas no acesso à educação, saúde e finanças permanecem"

### Globalização e desigualdade
A globalização, por exemplo, embora tenha reduzido a desigualdade entre os países ao promover a convergência de renda para muitos, especialmente com o forte crescimento econômico em países em desenvolvimento, aumentou a desigualdade dentro da maioria deles. Relatórios do Fundo Monetário Internacional (FMI) e da Organização para a Cooperação e Desenvolvimento Econômico (OCDE) de meados da década de 2010 passaram a alertar que a desigualdade de renda estava em seus níveis mais altos em décadas dentro dos países membros e em muitas economias emergentes.

### Impacto da COVID-19 e concentração de riqueza
Pesquisas recentes indicam um aumento substancial da desigualdade econômica impulsionado por eventos como a pandemia de COVID-19. O relatório da Oxfam de 2024, por exemplo, constatou um aumento significativo da desigualdade, com cerca de cinco bilhões de pessoas ficando mais pobres, enquanto as fortunas dos cinco indivíduos mais ricos do mundo dobraram. O relatório de 2025 aponta que a riqueza dos bilionários aumentou de US$ 13 trilhões para US$ 15 trilhões, impulsionando a previsão de vários trilionários na próxima década, enquanto a pobreza global persiste. Para contextualizar, entre 2015 e 2024, a riqueza total dos bilionários aumentou 121% globalmente, superando no mesmo período o ganho de 73% do Índice MSCI AC World, um índice global que acompanha o desempenho de ações financeiras de grande e média capitalização de mercados desenvolvidos e emergentes em todo o mundo.

### Riqueza extrema e a pirâmide global
O World Inequality Report 2022 e o Global Wealth Report 2023 do Credit Suisse/UBS reforçam que o mundo é marcado por um nível muito alto de desigualdade de renda e um nível extremo de desigualdade de riqueza. Em 2022, para pertencer ao 1% mais rico globalmente, seriam necessários US$ 1.081.342 em ativos líquidos. A pirâmide global da riqueza ilustra essa assimetria acentuada: a base (menos de US$ 10.000) engloba cerca de 2,8 bilhões de indivíduos (53% dos adultos) mas detém apenas 1,2% da riqueza total, enquanto o nível superior (milionários, 1,1% dos adultos) controla 46% da riqueza global. Essa disparidade se manifesta regionalmente, com a América do Norte e Europa detendo 56% da riqueza total das famílias, com apenas 16% da população adulta global.
Entre 2015 e 2024, Bilionários superaram os mercados de ações financeiras. O número de bilionários cresceu mais de 50%, de 1.757 para 2.682. Desde 2020, no entanto, a consolidação entre os bilionários da China desacelerou a tendência global.

### Combate à desigualdade
O Programa das Nações Unidas para o Desenvolvimento (PNUD), em 2014, afirmou que maiores investimentos em seguridade social, empregos e leis que protejam as populações vulneráveis são necessários para evitar o aumento da desigualdade de renda.
Em outubro de 2017, o FMI alertou que a desigualdade dentro dos países, apesar da queda da desigualdade global nas últimas décadas, aumentou tão acentuadamente que ameaça o crescimento econômico e pode resultar em maior polarização política. O relatório Fiscal Monitor do Fundo afirmou que "tributação e transferências progressivas são componentes-chave de uma redistribuição fiscal eficiente". Em outubro de 2018, a Oxfam publicou um Índice de Redução da Desigualdade, que mediu os gastos sociais, os impostos e os direitos trabalhistas para mostrar quais países eram mais eficazes em reduzir a diferença entre ricos e pobres.
O Relatório Mundial sobre Desigualdade de 2022, mostra que "o mundo é marcado por um nível muito alto de desigualdade de renda e um nível extremo de desigualdade de riqueza" e que essas desigualdades "parecem ser tão grandes hoje quanto eram no auge do imperialismo ocidental no início do século XX". De acordo com o relatório, a metade mais pobre da população detém 2% da riqueza global, enquanto os 10% mais ricos detêm 76%. O 1% mais rico detém 38%.
Segundo uma calculadora da ONG Giving What We Can, em 2023, globalmente, esta é a renda anual líquida de impostos necessária, em dólares norte-americanos, para que alguém esteja entre os 1% com maior renda:
- Adulto solteiro sem filhos: US$ 60.000
- Dois adultos com um filho: US$ 130.000
- Dois adultos com dois filhos: US$ 160.000

## Visões

### Rousseau
Rousseau acreditava que existiam dois tipos de desigualdade: a primeira, a desigualdade física ou natural, que é estabelecida pela força física, pela idade, saúde e até mesmo a qualidade do espírito; e a segunda, moral e política, que dependia de uma espécie de convenção e que era autorizada e consentida pela maioria dos homens.
No livro Discurso sobre a origem e os fundamentos da desigualdade entre os homens, ele se preocupa em mostrar a desigualdade moral e política, pois, para ele, é desnecessário se preocupar com a origem da desigualdade natural e física, pois a resposta é essa: é natural, e o que vem da natureza já está justificado. Também fala que a desigualdade não pode ser estudada tendo como ponto de partida o momento então da humanidade. Também diz que para estudar a desigualdade moral e política, deve-se "ir até a essência do homem para julgar a sua condição atual" e deve-se fazer, sem atribuir ao homem primitivo, atributos do homem civilizado. Sem esse cuidado, a busca pela origem da desigualdade estaria distorcida.

### Marxistas

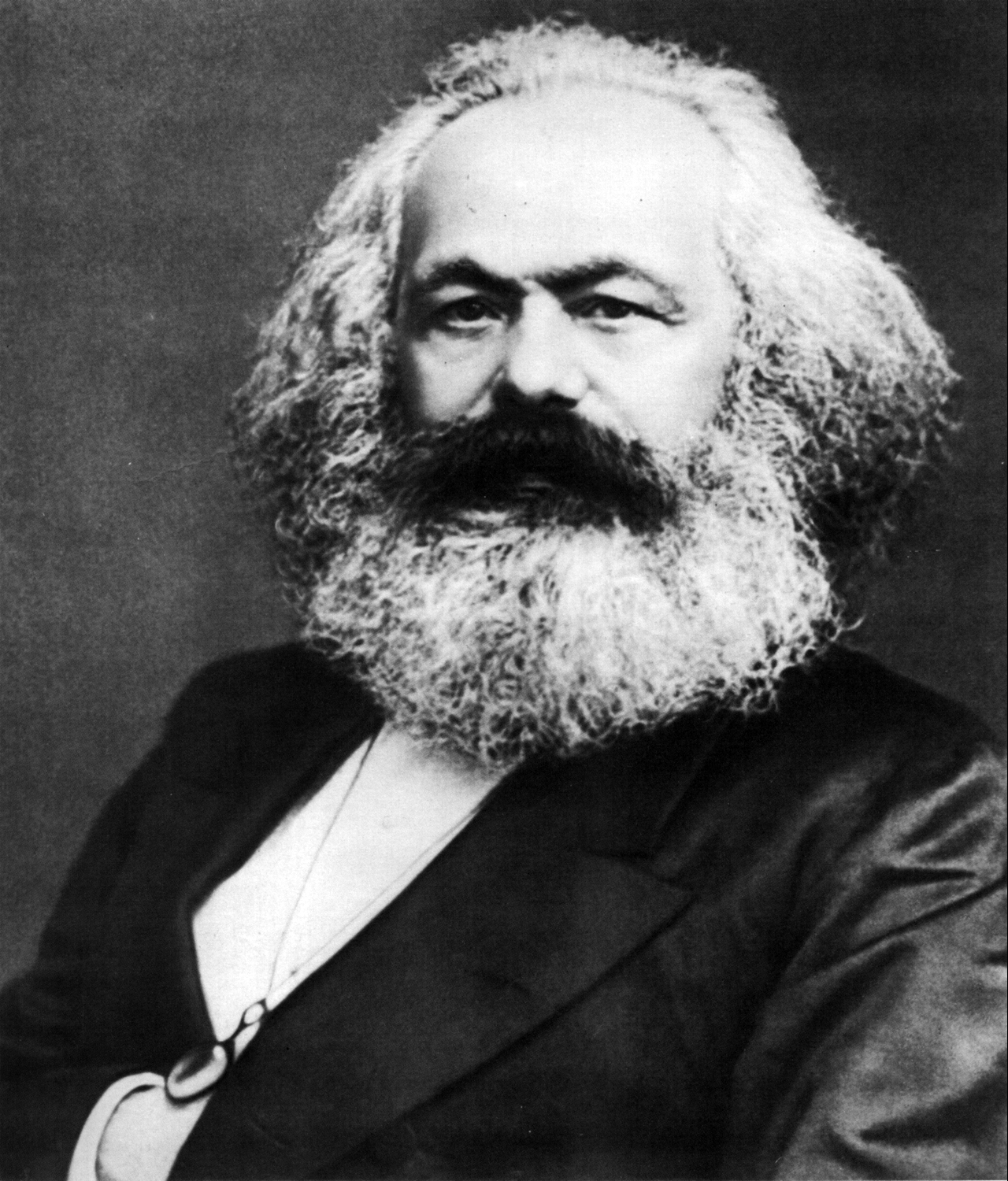
Karl Marx

Karl Marx acreditava que o trabalhador era explorado pelo detentor da riqueza (o capitalista) que utiliza o seu trabalho sem o justo pagamento transformando-o em um miserável. A relação entre trabalhador (subalterno) e o capitalista (dominante) é a matriz das classes sociais. A miséria é utilizada em uma condição de manutenção das classes dominantes. Acreditava também que a desigualdade é causada pela divisão de classes, dentre aqueles que detêm os meios de produção, chamados de burgueses, e aqueles que contam apenas com sua força de trabalho para garantir sua sobrevivência, chamados de proletários.
Marxistas alegam que a desigualdade social é inevitavelmente produzida pelo capitalismo e não poderá ser alterada sem uma modificação no sistema capitalista. Alegam que os burgueses têm interesse em manter a desigualdade econômica, além de ser muito útil para que os assalariados possam se esforçar cada vez mais, principalmente em países desenvolvidos, fazendo com que trabalhem em um trabalho mais desagradável e pesado, para que possam alcançar um nível de consumo parecido com as classes altas, o que para os marxistas, é uma ilusão.
Conforme Karl Marx, o socialismo seria uma forma de fazer uma luta contra as desigualdades. Acreditava que o socialismo apenas estaria em um país por meio de uma revolução proletária e que seria a fase de transição do capitalismo para o comunismo, onde o comunismo que seria uma sociedade sem classes sociais em que as riquezas seriam divididas ao povo e que todos iriam contribuir com a sua força de trabalho.

### Anarquistas
O anarquismo defende o fim de qualquer autoridade política, econômica e religiosa, ou seja, defende uma sociedade baseada na liberdade total, mas responsável. Também defende a igualdade entre todas as pessoas e o fim da propriedade privada, sendo assim uma forma de sair da exploração capitalista.
Os principais teóricos que influenciaram o anarquismo foram William Godwin, que publicou em 1973 o seu livro Indagação relativa à justiça política, Pierre-Joseph Proudhon, que em 1840 publicou o livro Que é a propriedade? e Max Stirner, que publicou o livro O indivíduo e sua propriedade.

## Consequências
|                                                                   |  |                                                          |
| Barracas de pessoas sem-teto na calçada de Skid Row, Los Angeles. |  | Mansão em Holmby Hills, também na cidade de Los Angeles. |

A desigualdade econômica é um fenômeno multifacetado que transcende as meras disparidades financeiras, gerando uma série de consequências profundas e sistêmicas que afetam o tecido social, a estabilidade política e o desenvolvimento econômico de países e comunidades.

### Impactos socio-políticos e na coesão social
A desigualdade tem um efeito corrosivo sobre a coesão social e pode ser uma fonte de instabilidade:
- Instabilidade política e social: Pesquisas frequentemente associam a desigualdade econômica a fenômenos como revoluções, colapsos democráticos e conflitos civis, destacando o risco que ela representa para a estabilidade de um país.[4][5][6][7][8]
- Erosão da democracia e poder desproporcional: A concentração de riqueza e renda pode subverter os princípios democráticos de igual representação, concedendo um poder político desproporcional às elites. Isso ocorre porque os grupos mais ricos podem influenciar a formulação de políticas em seu próprio benefício, em detrimento do bem-estar coletivo.[4][5][6][7][8]
- Aumento da criminalidade e violência: Uma das consequências diretas e mais visíveis da desigualdade social e econômica é o aumento da marginalização, que pode levar ao crescimento da criminalidade e da violência em diversas áreas.[55][56][57]

### Impactos econômicos e no desenvolvimento
Contrariando a ideia de que a riqueza no topo beneficia a todos, a desigualdade excessiva pode frear o progresso econômico:
- Retardamento do Crescimento Econômico: Uma alta desigualdade pode de fato dificultar o crescimento e a estabilidade macroeconômica. A concentração excessiva de riqueza, por exemplo, tende a deprimir a demanda agregada, visto que famílias de baixa e média renda possuem uma propensão maior a consumir. Além disso, ela pode limitar a capacidade de inovação e empreendedorismo a um círculo restrito de indivíduos abastados, comprometendo o dinamismo econômico.[17][34][58][59][60][61]
- Falácia do "gotejamento" (trickle-down): A teoria de que o enriquecimento das camadas mais ricas da sociedade naturalmente "respingaria" nas classes de renda mais baixas, beneficiando a todos, tem sido questionada por estudos. Por exemplo, um estudo do Fundo Monetário Internacional (FMI) de 2015 refutou essa ideia, argumentando que o aumento da desigualdade, na verdade, reduz o crescimento econômico.[34][61]

### Pobreza e Vulnerabilidade Social
A desigualdade agrava a pobreza e cria novas formas de vulnerabilidade:
- Aumento da pobreza e insegurança alimentar: A desigualdade econômica contribui diretamente para a marginalização de parcelas da sociedade, resultando em pobreza e, em casos extremos, na insegurança alimentar. O Brasil, por exemplo, vivenciou a saída e posterior retorno ao Mapa da Fome da ONU, com milhões de pessoas voltando à situação de pobreza em períodos de crise econômica, demonstrando a fragilidade das conquistas sociais frente à persistência da desigualdade.[62][63]
- Vulnerabilidade e pressão sobre os sistemas de proteção social: A desigualdade também gera uma "nova vulnerabilidade" em grupos que, embora não sejam os mais pobres, enfrentam flutuações significativas em seus rendimentos e carecem de proteção social adequada para lidar com choques econômicos. Em tempos de crise, os programas de proteção social podem se mostrar insuficientes para mitigar o aumento da desigualdade e da pobreza, especialmente quando há restrições fiscais.[64][65]

### Reprodução intergeracional das desigualdades
A desigualdade não é apenas um retrato estático; ela se perpetua através das gerações, limitando oportunidades e mobilidade social:
- Herança de desvantagens e oportunidades desiguais: A riqueza, ou a ausência dela, tem um impacto direto na transmissão de oportunidades entre gerações. A riqueza parental, por exemplo, exerce uma forte influência sobre o desenvolvimento infantil e o sucesso na vida adulta, perpetuando desvantagens e oportunidades desiguais.[66][67] A desigualdade de riqueza, em particular, é identificada como um principal fator na reprodução das desigualdades ao longo das gerações.[1][10][68]
- Sistema tributário regressivo: Em alguns países, como o Brasil, a própria estrutura tributária pode contribuir para a perpetuação da concentração de renda e riqueza. Um sistema com alta carga sobre impostos indiretos (consumo) e baixa progressividade nos impostos diretos (renda e patrimônio) penaliza os grupos de menor renda, perpetuando a desigualdade em vez de mitigá-la.[68][69][70][71] Os resultados encontrados para os países da OCDE sugerem que ajustes fiscais realizados por meio de tributação indireta tendem a ser mais nocivos à taxa de crescimento do PIB.[72]

## Brasil

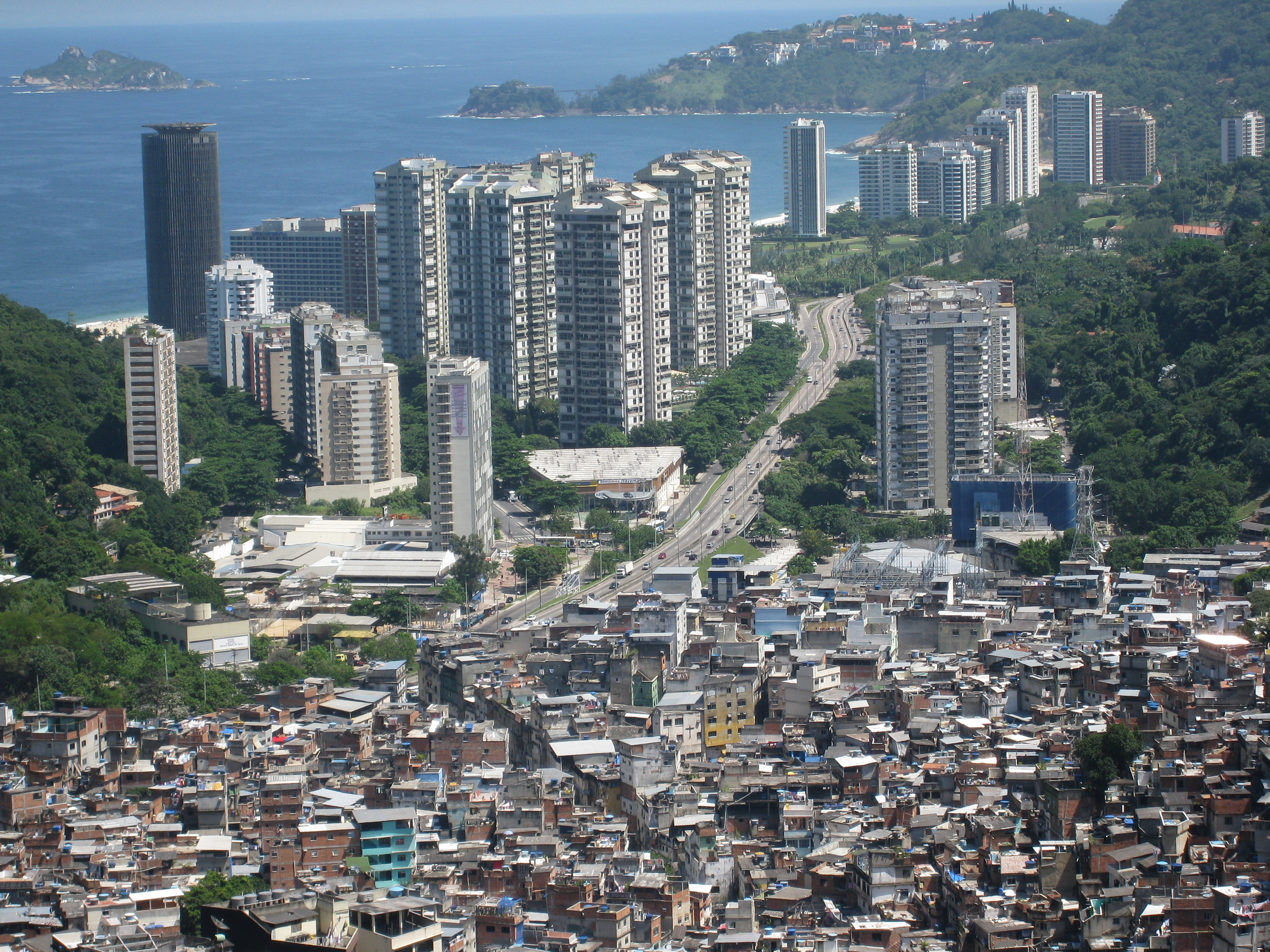
Favela da Rocinha, a maior favela do Brasil, em contraste com os edifícios de São Conrado, no Rio de Janeiro.

A desigualdade social é bastante acentuada no Brasil, que é o país com o décimo primeiro maior índice de desigualdade econômica no mundo e o quarto na América Latina, segundo dados disponibilizados no relatório de desenvolvimento humano produzido pela ONU em 2014. Um bom exemplo que pode ser dado da desigualdade do Brasil é o estado da miséria, a extrema condição de renda, os salários baixos, a fome, o desemprego, a violência, a marginalidade, etc.
Em relação à posição econômica entre negros e brancos, pôde-se constatar que 60% dos pobres no Brasil são constituídos por negros ou pardos e dentre as pessoas consideradas como indigentes, 70% são negros ou pardos. De um modo geral, de acordo com os dados da pesquisa, cerca de 40% das pessoas negras ou pardas se situam entre os 30% mais pobres, enquanto que apenas cerca de 20% dos brancos apresentam a mesma condição econômica.
Devido à prosperidade econômica e às políticas de combate à desigualdade social promovidas pelo Governo do Brasil nos últimos anos, a desigualdade social no Brasil vem caindo, chegando em 2012 a níveis de 1960. Em 2015, o coeficiente de desigualdade no Brasil atingiu 0,514. Até 1930, a economia do Brasil era voltada para a produção agrária, que coexistia com o esquema agro-exportador, sendo o Brasil um exportador de matéria-prima.
Segundo dados do Human Development Report (HDR) – Organização das Nações Unidas (ONU), de 2004, o Brasil apresenta historicamente uma desigualdade extrema, com índice de Gini próximo a 0,6. Este valor indica uma desigualdade brutal e rara no resto do mundo, já que poucos países apresentam índice de Gini superior a 0,5. Dos 127 países presentes no relatório, o Brasil apresenta o oitavo pior índice de desigualdade do mundo, superando todos os países da América do Sul e ficando apenas à frente de sete países africanos. Sobre esse tema disse Florestan Fernandes: "No Brasil, sempre se seguiu a rotina de privilegiar os privilegiados, sem tentativas frutíferas de intervenção programada na distribuição da renda."
De acordo com o Relatório da Organização das Nações Unidas de 2016, o Brasil empata com o Essuatíni em 10º lugar em nível de desigualdade social, com um Coeficiente de Gini de valor 0,515. O Essuatíni é um reino na África, sem acesso ao mar e com um governo autoritário. Na América latina, somos o quarto pior em termos de igualdade, atrás apenas de Paraguai, Colômbia e Haiti, respectivamente com os valores de 0,517, 0,535 e 0,608. A África do Sul é o país mais desigual, com 0,634. Neste Top 10, só existem países do eixo África e América Latina. A Ucrânia, país do Leste Europeu é o mais igual do mundo, com 0,241. Ele é seguido por Eslovênia e Noruega, respectivamente com 0,256 e 0,259.

### Classe social

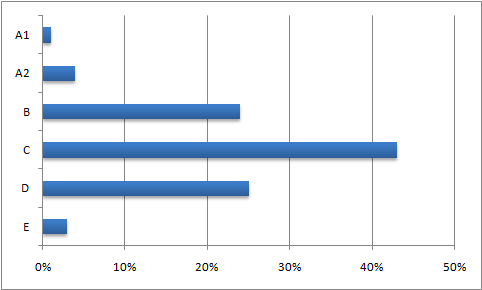
A classe social da população brasileira em %(por cento).

| Classe social | % da população do Brasil |
| ------------- | ------------------------ |
| A1            | 1%                       |
| A2            | 4%                       |
| B             | 24%                      |
| C             | 43%                      |
| D             | 25%                      |
| E             | 3%                       |

### Coeficiente de Gini
O Coeficiente de Gini mede o grau da desigualdade de cada um dos países. No Brasil, o coeficiente de Gini evidenciou um aumento considerável da desigualdade social nos anos sessenta e uma elevada desigualdade econômica que persistiu nos mesmos patamares até os anos noventa. Desde então, observa-se que a desigualdade vem caindo consistentemente para níveis inferiores aos de cinquenta anos atrás.

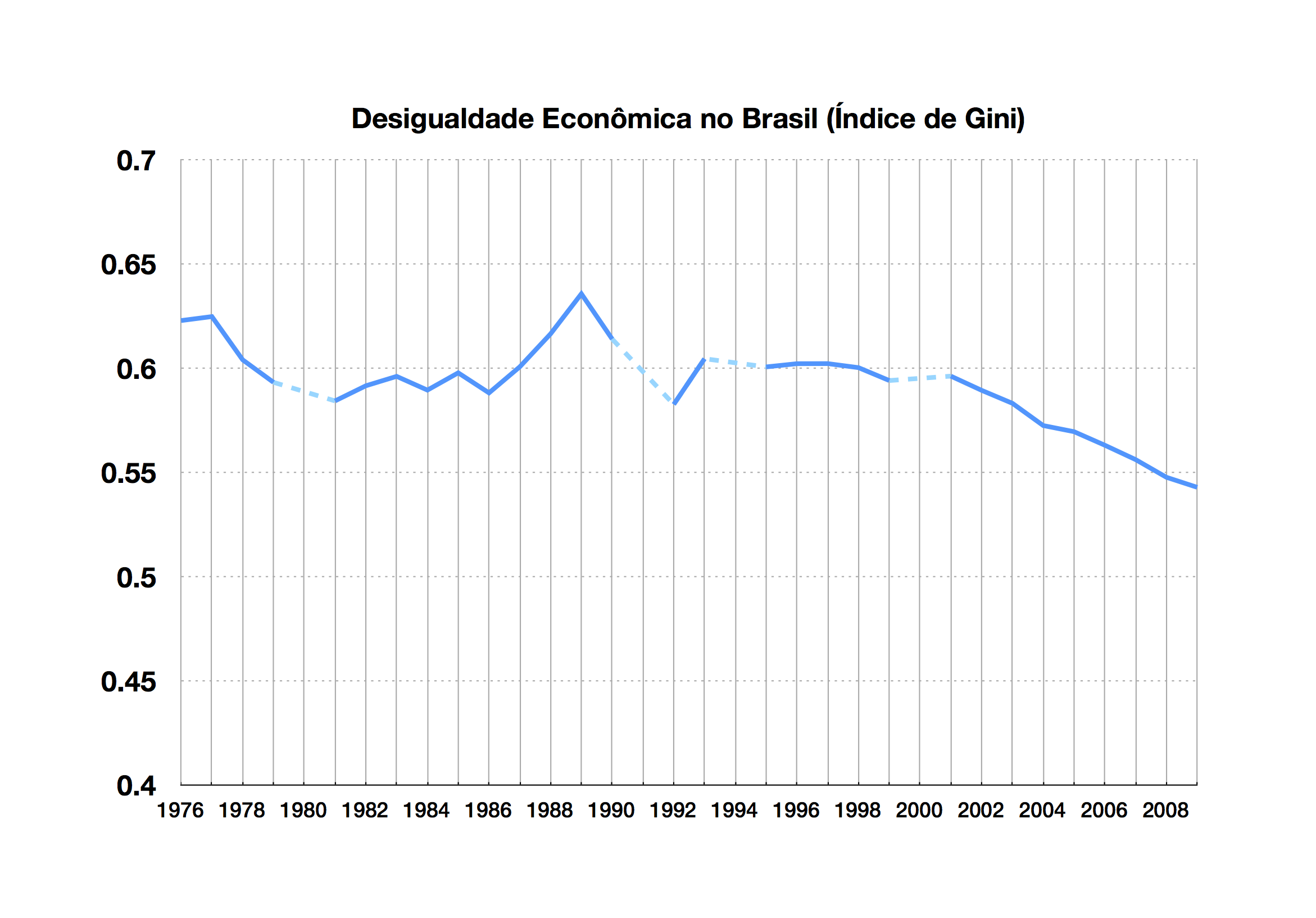
O Coeficiente de Gini do Brasil de 1976 a 2008

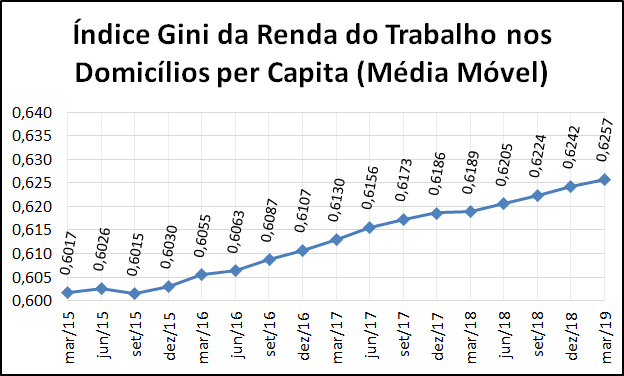
Evolução do índice Gini no Brasil entre 2012 a 2019. O aumento deveu-se à crise econômica de 2014 no país.

| Ano  | Coeficiente de Gini |
| ---- | ------------------- |
| 1960 | 0,5367              |
| 1976 | 0,6227              |
| 1985 | 0,5976              |
| 1990 | 0,6138              |
| 1995 | 0,6005              |
| 1999 | 0,5939              |
| 2005 | 0,5694              |
| 2009 | 0,5427              |
| 2011 | 0,529               |
| 2012 | 0,526               |
| 2013 | 0,525               |
| 2014 | 0,515               |
| 2015 | 0,514               |

## Portugal
Em Portugal, a desigualdade é uma das maiores, comparado a outros países da União Europeia.

### Classe social
| Classe social     | % da população |
| ----------------- | -------------- |
| Alta e Média-alta | 15,4%          |
| Média             | 27,5%          |
| Média Baixa       | 29,8%          |
| Baixa             | 27,3%          |

### Desigualdade segundo coeficiente de Gini
| Ano  | Coeficiente de Gini |
| ---- | ------------------- |
| 1994 | 0,349               |
| 2000 | 0,338               |
| 2005 | 0,351               |